# Åtrå
Åtrå är en amerikansk film från 1926 regisserad av Clarence Brown.

## Rollista (i urval)
- John Gilbert – Leo von Harden
- Greta Garbo – Felicitas
- Lars Hanson – Ulrich von Eltz
- Barbara Kent – Hertha von Eltz
- William Orlamond – Uncle Kutowski
- George Fawcett – Pastor Voss
- Eugenie Besserer – Leo's Mother
- Marc McDermott – Count von Rhaden
- Marcelle Corday – Minna